# Paracinipe foreli
Paracinipe foreli is een rechtvleugelig insect uit de familie Pamphagidae. De wetenschappelijke naam van deze soort is voor het eerst geldig gepubliceerd in 1893 door Pictet & Saussure.